# Akira Ibayashi
Akira Ibayashi (født 5. september 1990) er en japansk fodboldspiller, som spiller for den japanske fodboldklub Sanfrecce Hiroshima.